# Empoascanara capreola
Empoascanara capreola är en insektsart som beskrevs av Irena Dworakowska 1978. Empoascanara capreola ingår i släktet Empoascanara och familjen dvärgstritar.
Artens utbredningsområde är Nigeria. Inga underarter finns listade i Catalogue of Life.